# Dolmen de Laverré
Le dolmen de Laverré est situé sur le territoire de la commune d'Aslonnes, dans le département de la Vienne.

## Historique
Le monument aurait été fouillé à la fin du XVIIIe siècle par Dom Fonteneau. En 1865, Le Touzé de Longuemar en dresse un premier plan.
Le dolmen est classé au titre des monuments historiques par la liste de 1889. Le pierrier alentour est classé par arrêté du 14 avril 1958.

## Description
C'est un dolmen de type angoumoisin. Il dolmen est enserré dans un grand tumulus de 25 m de diamètre dont la partie nord a été amputée par une construction domestique. Selon le plan dressé par Le Touzé, il semblerait qu'il était entouré d'un péristalithe constitué, côté sud-est, de huit blocs bas et arrondis. La chambre est de forme quadrangulaire. Elle mesure 3 m de long sur 2,50 m de large. Elle était délimitée par huit orthostates, dont six sont encore en place. Les autres blocs correspondent au début d'un couloir.
En 1939, Étienne Patte y effectua un petit sondage. Le site est victime d'une fouille clandestine en 1953 qui contribue à saccager l'intérieur de la chambre. É. Patte parvint toutefois à récupérer une partie du mobilier, constituée de deux poignards en silex, de treize armatures de flèches à pédoncule et ailerons, d'une plaquette carrée en calcaire arrondie aux angles et perforée au centre, de quatre perles (1 en marbre, 1 en calcaire, 1 en limonite gréseuse, 1 en quartz bleu), d'une canine de cerf perforée et polie et de tessons de céramiques correspondant à une vingtaine de vases (vases à fond rond, vases cylindroïques à fond plat, divers récipients).